# Cinquanta-nou
El cinquanta-nou és un nombre natural que segueix el cinquanta-vuit i precedeix el seixanta. És un nombre primer, que s'escriu 59 o LIX segons el sistema de numeració emprat.
Ocurrències del cinquanta-nou:
- Designa l'any 59 i el 59 aC.
- És el nombre atòmic de l'element químic Praseodimi.[2]